# Cratomyia
Cratomyia – wymarły rodzaj owadów z rzędu muchówek i rodziny Zhangsolvidae.
Muchówki te wykazywały mimikrę względem żądłówek. U okazu C. mimetica zachowało się ubarwienie ostrzegawcze: ciało było jasnożółte z grubymi, czarnymi znakami na głowie, tułowiu i odwłoku. Głowa była duża, zaopatrzona w duże oczy oraz długi i cienki ryjek, służący do pobierania nektaru i pyłku. O takim sposobie odżywiania świadczy również obecność pyłku benetytów na ciele jednego z okazów. Głaszczki były dwuczłonowe. Skrzydła były duże, miejscami przyciemnione. W użyłkowaniu odznaczały się: obecnością żyłki medialnej M1+2 za komórką dyskoidalną, długą i wąską komórką m3, krótkim rozwidleniem żyłki radialnej R4+5 oraz długą i zamkniętą komórką posterokubitalną. Odwłok był duży, tęgiej budowy.
Rodzaj ten opisany został w 2000 roku przez Luiza Augusto Mazzarolo i Daltona de Souzę Amorima. Początkowo umieszczony został w monotypowej rodzinie Cratomyiidae, ale w 2015 roku został przeniesiony przez Antonia Arillo i współpracowników do Zhangsolvidae. Dotychczas opisano trzy gatunki:
- Cratomyia cretacica (Wilkommen 2007) – opisany jako Cratomyoides cretacicus na podstawie skamieniałości pochodzących z późnego aptu, odnalezionych w formacji Crato w Brazylii[4].
- Cratomyia macrorrhyncha Mazzarolo et Amorim, 2000 – opisany na podstawie skamieniałości pochodzących z późnego aptu, odnalezionych w formacji Santana w północno-wschodniej Brazylii. Miał ciało o długości 24 mm, z czego 7 mm przypadało na ryjek. Skrzydła miały od 12 do 13,5 mm długości oraz od 3,5 do 4 mm szerokości[2].
- Cratomyia mimetica Grimaldi, 2016 – opisany na podstawie inkluzji samicy pochodzącej z cenomanu, znalezionej w Mjanmie[1].